# Boss (DrefGold)
Boss è un singolo del rapper italiano DrefGold e del produttore discografico Daves the Kid, pubblicato il 16 marzo 2018 come terzo estratto dal primo album in studio di DrefGold Kanaglia.

## Tracce
1. Boss – 3:31